# My.com
My.com — дочерняя компания VK, предоставляет различные интернет-сервисы (включая издание игр) на международном рынке.

## История
Сделка по покупке доменного имени my.com состоялась 26 октября 2012 года. Продавцом стал американский предприниматель Тодд Смит, прежде использовавший адрес для своего цифрового агентства. Сумма сделки не разглашалась, а предположения журналистов и сторонних наблюдателей варьировались от 300 тысяч до миллиона долларов. О намерении выйти на международный рынок под этим именем генеральный директор компании Дмитрий Гришин сообщил на мероприятии Mail.ru Group: Update, посвящённом дню рождения компании.
30 октября 2012 года по адресу my.com появилась заглушка со слоганом Something new. Something interesting. Something yours (рус. «Что-то новое. Что-то интересное. Что-то твоё») и формой ввода адреса электронной почты. Летом 2013 года заработал раздел games.my.com, а фактический запуск произошёл 19 ноября 2013 года, после открытия офиса компании в Маунтин-Вью в Калифорнии. Офис возглавил бывший руководитель направления международного оперирования клиентских игр Виталий Голбан, перешедший в Mail.ru c покупкой компании Astrum Nival.
My.com был запущен с тремя приложениями для смартфонов и планшетных компьютеров: почтовым клиентом myMail, месесенджером myChat и игровым порталом myGames. Четвёртое приложение — редактор фотографий myCamera — было недоступно на момент запуска сайта. Все приложения разработала московская команда программистов Mail.ru, а на офис в Маунтин-Вью легли маркетинговые задачи.
В июле 2014 года компания запустила мессенджер Pixit, заточенный под обмен короткими сообщениями, иллюстрированными gif-анимацией, а в ноябре — специальную клавиатуру для подбора gif-анимации, совместимую с другими системами обмена сообщениями. Кроме того, в ноябре Mail.ru Group приобрёл разработчика картографических приложений Maps.me. Приложение с возможностью загрузки карт на устройство и работы с ними в офлайн-режиме вошло в число продуктов My.com
В феврале 2015 года Mail.ru Group открыла офис в Амстердаме и разместила в нём второе представительство My.com и сервера компании. Основной задачей голландского офиса, как и команды в Маунтин-Вью, стал маркетинг.
В марте Mail.ru Group выпустила платформу для покупки мобильной рекламы myTarget, объединяющую инструменты для работы со всеми принадлежащими холдингу площадками. Первоначально ориентированная на российский рынок система в перспективе станет одним из международных сервисов My.com.

## Приложения
Все приложения выпущены в версиях для операционных систем iOS и Android. По сведениям компании на ноябрь 2014 года их установили на свои устройства 30 миллионов пользователей.

### myMail
myMail — клиент электронной почты с поддержкой нескольких почтовых служб. Программа работает с любыми почтовыми ящиками через протоколы POP3 и IMAP, поддерживает упрощённое подключение почтовых ящиков Gmail, Hotmail, Live, Outlook, MSN, iCloud, AOL, Яндекс, Рамблер, QIP, Mail.ru, Yahoo! и собственной почтовой службы. Для сбора почты myMail использует собственные сервера и потому поддерживает гибкую настройку push-уведомлений даже для сервисов, не поддерживающих эту технологию. Приложение оптимизировано для работы с Apple Watch и поддерживает авторизацию по Touch ID.
В феврале 2014 года технологический блог журнала Time назвал myMail лучшим почтовым клиентом для Android. myMail также входит в список самых популярных почтовых клиентов для iOS и опережает другие сторонние приложения с поддержкой нескольких почтовых сервисов по числу скачиваний.
При регистрации почтового ящика @my.com пользователь получает 150 Гб пространства для хранения вложений. Почтовый сервис My.com доступен только через мобильное приложение, а безопасность обеспечивается за счёт привязки учётной записи к конкретному номеру телефона.

### myTarget
myTarget — рекламная платформа VK для самостоятельного размещения таргетированной рекламы, которая предоставляет доступ к веб- и мобильной аудитории крупнейших в России и СНГ сервисов и социальных сетей ВКонтакте и Одноклассники.
В рейтинге Technology Index от AdIndex, основанном на оценках рекламодателей, в 2020 году рекламная платформа myTarget признана лидером в трёх сегментах: «Программатические закупки в интернете. DSP», «Рекламные видеосети (Video ad networks)», «Поставщики больших данных». В рейтинге AppsFlyer Performance Index 2017 myTarget признана самой популярной платформой для продвижения игровых приложений среди российских представителей по Восточной Европе. Для продвижения неигровых приложений myTarget заняла второе место по популярности среди российских платформ.

### myChat
myChat — мессенджер с поддержкой стикеров, голосовых вызовов и видеосвязи. myChat стал экспериментальным проектом команды разработчиков ICQ, приобретённого VK у AOL в 2010 году. Несмотря на высокие оценки журналистов, приложение не приобрело популярность, и разработка была свёрнута в начале 2015 года.
Наработки myChat в области дизайна и пользовательского опыта были использованы в новой версии ICQ, а сам мессенджер доступен для скачивания в каталогах приложений.

### myGames
myGames — коллекция изданных My.com для международного рынка игр. На myGames были выпущены симулятор покера Poker Arena, стратегии Iron Desert и Jungle Heat, ролевой экшн «Эволюция: Битва за Утопию» и симулятор фермы Lucky Fields.
Среди анонсированных проектов разработанная VK (Mail.ru Group) совместно с Obsidian Entertainment многопользовательская ролевая игра Skyforge, гоночная аркада World of Speed от Slightly Mad Studios, симулятор танковых боёв Armored Warfare: Проект Армата, а также онлайн-шутер Warface. В октябре 2022 года VK объявила о продаже игрового холдинга myGames за 642 миллиона долларов Александру Чачаве, управляющему партнёру LETA Capital.

### myCamera
myCamera — фотокамера со встроенным редактором. Работа над приложением была свёрнута в начале 2015 года.

### myWidget
myWidget — платформа персональных рекомендаций, предназначенная для владельцев сайтов и веб-мастеров. Платформа позволяет персонализировать контент с учётом данных о поведении пользователей и создавать ботов для мессенджеров Facebook, ВКонтакте, Telegram. Технология NeuroClick, разработанная специально для myWidget, использует данные о поведении всей активной аудитории Рунета, алгоритмы коллаборативной фильтрации и нейросети. Это позволяет в режиме реального времени показывать наиболее релевантный контент для каждого пользователя сайта.
Открытое тестирование платформы началось в сентябре 2016 года. В личном кабинете myWidget стали доступны настройка контента и дизайна виджета рекомендаций, расширенная статистика кампаний. myWidget также поддерживает кастомизацию дизайна виджета через JavaScript SDK.

### Maps.me
В 2015 году картографический сервис Maps.me заменил собственную разработку холдинга — Карты Mail.Ru. Основанный на данных OpenStreetMap, он доступен в виде приложений для смартфонов на iOS, Android и телефонов BlackBerry. Перед началом работы приложение загружает карты города или страны со всеми объектами в память устройства и остаётся полностью функциональным без подключения к интернету. Приложение умеет ориентироваться по GPS, строить маршруты (в том числе, между разными регионами и странами), проводить поиск по объектам, экспортировать и импортировать данные в формате KML, а также предоставлять подробную информацию о заведениях на карте.
Возможность работы с картами без подключения к сети и высокая точность и подробность созданных пользователями карт обеспечили MAPS.ME большую популярность. По итогам 2014 года сервис вошёл в число лучших приложений магазина Google Play. Приложение отметилось в рейтингах лучших приложений для путешественников HuffPost и PC Magazine.
По сведениям VK (Mail.ru Group), на январь 2015 года число установок MAPS.ME превысило 14 миллионов.
В конце сентября 2015 года Mail.ru Group открыла исходный код навигационного сервиса для свободного использования. Код доступен по лицензии Apache 2.0 и опубликован на GitHub.

### Pixit
Pixit представлен двумя приложениями для смартфона, веб-сервисом для поиска gif-анимации и вариантом мессенджера, доступным через браузер.

## Оценка
Журналисты положительно оценили экспансию Mail.ru на международный рынок. «Российская бизнес-газета» и отраслевой проект РИА Новости Digit.ru отметили запуск My.com в числе самых значимых событий 2013 года в сфере информационных технологий.